# Flukonazol
Flukonazol (łac. fluconazolum) – organiczny związek chemiczny będący pochodną 1,2,4-triazolu, stosowany jako lek przeciwgrzybiczy.

## Mechanizm działania
Działa poprzez hamowanie syntezy ergosterolu (poprzez hamowanie układu cytochromu P450 komórek grzyba), niezbędnego do syntezy błony komórkowej grzyba. Zaburza syntezę chityny, w efekcie następuje zniszczenie komórek grzyba. Wchłania się prawie całkowicie z przewodu pokarmowego, dobrze przenika do tkanek i płynów ustrojowych (np. płynu mózgowo-rdzeniowego, pokarmu kobiecego, szczególne wysokie stężenie, przewyższające 10x stężenie we krwi, osiąga w komórkach naskórka).

## Wskazania
- kandydozy błon śluzowych, skóry
- grzybica skóry gładkiej
- łupież pstry
- kandydozy układowe i sepsa drożdżakowa
- kryptokokoza
- profilaktyka zakażeń grzybiczych w tym u osób z nowotworami i AIDS.

## Działania niepożądane
- zaburzenia żołądkowo-jelitowe
  - nudności
  - biegunka
  - bóle brzucha
  - zwiększenie aktywności AlAT i AspAT

## Przeciwwskazania
- uczulenie na lek lub pochodne triazolu
- zaburzenia czynności wątroby
- niewydolność nerek
- ciąża i okres karmienia piersią

## Interakcje lekowe
- flukonazol zwiększa siłę działania lub zwiększa stężenie w surowicy krwi
  - benzodiazepin
  - doustnych leków przeciwcukrzycowych (pochodne sulfonylomocznika)
  - leków przeciwzakrzepowych (pochodne kumaryny)
  - ryfabutyny
  - teofiliny
  - zydowudyny
  - fenytoiny
  - takrolimusu
  - cyklosporyny
- flukonazol zmniejsza siłę działania lub zmniejsza stężenie w surowicy krwi
  - amfoterycyny B (antagonistyczny mechanizm działania)

Flukonazol może wpływać na działanie leków metabolizowanych przez izoenzymy 2D6, P4, 2C9 cytochromu P-450.
Ryfampicyna zmniejsza siłę działania flukonazolu.

## Dawkowanie
W zależności od schorzenia, zwykle stosuje się dawki od 50 mg na dobę w profilaktyce i kandydozie błon śluzowych, do 400 mg na dobę w przypadku posocznicy drożdżakowej. W przypadku kandydozy pochwy wystarczającą dawką jest podanie 150 mg jednorazowo. U dzieci stosuje się w zakresie dawek 3 – 12 mg/kilogram masy ciała/doba.

## Preparaty
Preperaty flukonazolu zarejestrowane w Polsce (stan na maj 2025):

- Candifluc
- Diflucan
- Flucofast
- Fluconazin
- Fluconazole Aurovitas
- Fluconazole B. Braun 2 mg/ml
- Fluconazole Genoptim
- Fluconazole Hasco
- Fluconazole Kabi
- Fluconazole Polfarmex
- Fluconazole PPH
- Fluconazolum Aflofarm
- Flucorta
- Flukofemin One
- Flukonazol Actavis
- Flukonazol roztwór do infuzji 2 mg/ml
- Flumycon
- Fluxazol
- Mycosyst